# Кубок Англії з футболу 1877—1878
Кубок Англії з футболу 1877—1878 — 7-й розіграш найстарішого футбольного турніру у світі, Кубка виклику Футбольної Асоціації, також відомого як Кубок Англії. Втретє поспіль титул здобув Вондерерз.

## Перший раунд
Клуб Квінз Парк пройшов до наступного раунду після жеребкування.
| Дата                     | Господарі                        | Рахунок | Гості              |
| ------------------------ | -------------------------------- | ------- | ------------------ |
|                          | Барнс                            | +:-     | Сент-Маркс         |
|                          | Олд Форестерс                    | +:-     | Олд Вайкгемістс    |
|                          | Роял Енджинірс                   | +:-     | Хайбері Юніон      |
| 27 жовтня                | Грантем                          | 0:2     | Клепем Роверз      |
| 27 жовтня                | Хай Вікем                        | 4:0     | Вуд Гранж          |
| 27 жовтня                | Мейденгед                        | 10:0    | Редінг Горнетс     |
| 2 листопада              | Кембридж Юніверсіті              | 3:1     | Саутгілл Парк      |
| 3 листопада              | Гоукс                            | 5:2     | Мінерва            |
| 3 листопада              | Марлоу                           | 2:0     | Гендон             |
| 3 листопада              | Ноттс Каунті                     | 1:1     | Шеффілд            |
| 1 грудня Перегравання    | Шеффілд                          | 3:0     | Ноттс Каунті       |
| 3 листопада              | Оксфорд Юніверсіті               | 5:2     | Гертс Рейнджерс    |
| 3 листопада              | Пілігрімс                        | 0:0     | Рамблерс           |
| 9 листопада Перегравання | Рамблерс                         | 1:0     | Пілігрімс          |
| 7 листопада              | Дарвен                           | 3:0     | Манчестер          |
| 7 листопада              | Редінг                           | 2:0     | Саут Норвуд        |
| 10 листопада             | 105 полк                         | 0:2     | Олд Гарровіанс     |
| 10 листопада             | 1-й Суррейський стрілецький полк | 1:0     | Форест Скул        |
| 10 листопада             | Ремнантс                         | 4:0     | Сент-Стефенс       |
| 10 листопада             | Свіфтс                           | 3:2     | Лейтон             |
| 10 листопада             | Аптон Парк                       | 3:0     | Рочестер           |
| 10 листопада             | Вондерерз                        | 9:1     | Пантерс            |
| 12 листопада             | Друїдс                           | 1:0     | Стропшир Вондерерз |

## Другий раунд
До другого раунду увійшли переможці першого раунду.
| Дата      | Господарі           | Рахунок | Гості                            |
| --------- | ------------------- | ------- | -------------------------------- |
|           | Друїдс              | +:-     | Квінз Парк                       |
| 8 грудня  | Кембридж Юніверсіті | 4:2     | Мейденгед                        |
| 8 грудня  | Роял Енджинірс      | 6:0     | Пілігрімс                        |
| 8 грудня  | Аптон Парк          | 1:0     | Редінг                           |
| 15 грудня | Барнс               | 3:1     | Марлоу                           |
| 15 грудня | Хай Вікем           | 0:9     | Вондерерз                        |
| 15 грудня | Оксфорд Юніверсіті  | 1:0     | Олд Форестерс                    |
| 22 грудня | Клепем Роверз       | 4:0     | Свіфтс                           |
| 22 грудня | Олд Гарровіанс      | 6:0     | 1-й Суррейський стрілецький полк |
| 22 грудня | Ремнантс            | 2:0     | Гоукс                            |
| 29 грудня | Шеффілд             | 1:0     | Дарвен                           |

## Третій раунд
До третього раунду увійшли переможці другого раунду.
Клуб Шеффілд пройшов до наступного раунду після жеребкування.
| Дата                   | Господарі          | Рахунок | Гості               |
| ---------------------- | ------------------ | ------- | ------------------- |
| 12 січня               | Вондерерз          | 1:1     | Барнс               |
| 26 січня Перегравання  | Вондерерз          | 4:1     | Барнс               |
| 19 січня               | Аптон Парк         | 3:0     | Ремнантс            |
| 30 січня               | Роял Енджинірс     | 8:0     | Друїдс              |
| 2 лютого               | Олд Гарровіанс     | 2:2     | Кембридж Юніверсіті |
| 9 лютого Перегравання  | Олд Гарровіанс     | 2:2     | Кембридж Юніверсіті |
| 16 лютого Перегравання | Олд Гарровіанс     | 2:0     | Кембридж Юніверсіті |
| 2 лютого               | Оксфорд Юніверсіті | 3:1     | Клепем Роверз       |

## Четвертий раунд
До четвертого раунду увійшли переможці третього раунду.
| Дата                    | Господарі      | Рахунок | Гості              |
| ----------------------- | -------------- | ------- | ------------------ |
| 15 лютого               | Роял Енджинірс | 3:3     | Оксфорд Юніверсіті |
| 27 лютого Перегравання  | Роял Енджинірс | 2:2     | Оксфорд Юніверсіті |
| 12 березня Перегравання | Роял Енджинірс | 4:2     | Оксфорд Юніверсіті |
| 16 лютого               | Вондерерз      | 4:1     | Шеффілд            |
| 9 березня               | Олд Гарровіанс | 3:1     | Аптон Парк         |

## Півфінали
У півфіналах зіграли команди, що перемогли на попередньому етапі.
Клуб Вондерерз пройшов до фіналу після жеребкування.
| Дата       | Господарі      | Рахунок | Гості          |
| ---------- | -------------- | ------- | -------------- |
| 16 березня | Роял Енджинірс | 2:1     | Олд Гарровіанс |

## Фінал
| 23 березня 1878 |

| Вондерерз                  | 3:1      | Роял Енджинірс |
| -------------------------- | -------- | -------------- |
| Кенрік 5', 65' Кіннерд 35' | Протокол | Морріс 20'     |

| Кеннінгтон Овал, Лондон Глядачів: 4 500 Арбітр: Сігар Бастард |